# Jean Baptiste Vezin
Jean Baptiste Vezin (* 27. Juli 1712 in Hannover; † 8. Januar 1794 ebenda) war ein Violinist und königlich-britischer Hof-Konzertmeister.

## Leben

### Familie
Jean Baptiste wurde als Sohn des kurfürstlich-hannoverschen und später königlich-britischen Hof- und Kammermusikers Pierre Vezin und dessen Frau, der französischen Schauspielerin Marie Charlotte Pâtissier de Châteauneuf (1672–1729), in der Residenzstadt Hannover geboren.
Vezin heiratete am 31. Mai 1735 in der katholischen St. Clemens Basilika in Hannover Caecilie Maillet de Fourton (1710–1774), die älteste Tochter des Wasserbauingenieurs Etienne Maillet de Fourton und dessen Ehefrau Maria Francisca Merat (1685–1758). Mit ihr hatte er neun Kinder. Unter anderem die 1742 in Hannover geborene Tochter namens Maria Anna Francisca, die am 18. September 1774 in St. Clemens in Hannover in der Calenberger Neustadt den Fontänenmeister und Wasserbauingenieur Jean Joseph La Croix (1737–1828) heiratete.
Weitere Kinder waren der Jurist und Schriftsteller Heinrich August Vezin (1745–1816) sowie der Kaufmann und Berghandlungs-Oberfaktor Carl Ludewig Vezin (1747–1805).

### Werdegang
Nach seiner musikalischen Ausbildung zunächst in Hannover, dann in Turin, Mailand und London übernahm Vezin 1727 – zu dieser Zeit residierten seine Landesherren bereits als George I. und dessen Sohn George II. in der britischen Hauptstadt – die Stellung seines im selben Jahr verstorbenen Vaters als königlicher Hof- und Kammermusiker in der hannoverschen Hofkapelle.
Knapp vier Jahrzehnte später übernahm Vezin 1765 in der Nachfolge des Johann Heinrich Preuss die Stellung als königlicher Konzertmeister in Hannover. Bei Bedarf wurde er in dieser Tätigkeit durch den Komponisten Jakob Herschel vertreten.